# French Open 1974 (Badminton)
Die French Open 1974 im Badminton fanden vom 6. bis zum 7. April 1974 in Le Havre statt. Es war die 44. Auflage des Championats.

## Titelträger
| Disziplin    | Sieger                             |
| ------------ | ---------------------------------- |
| Herreneinzel | David Hunt                         |
| Dameneinzel  | Margaret Gardner                   |
| Herrendoppel | David Hunt Peter Penneket          |
| Damendoppel  | Margaret Gardner Patricia Assinder |
| Mixed        | Daniel Gosset Kirsten Ballisager   |